# Dani (artiste)
Pour les articles homonymes, voir Dani et Graule.
Danièle Graule, dite Dani, est une chanteuse et comédienne, ancien mannequin et meneuse de revue française, née le 1er octobre 1944 à Castres (Tarn) et morte le 18 juillet 2022 à Tours (Indre-et-Loire). 
Elle connaît l'un de ses plus grands succès populaires en 2001, grâce à la chanson Comme un boomerang, écrite et composée en 1975 par Serge Gainsbourg, et qu'elle interprète en duo avec Étienne Daho.

## Biographie

### Origines et débuts
Aînée de trois enfants, Danièle Graule naît d'un père cordonnier et d'une mère d'origine catalane, vendeuse de chaussures. 
Le 11 novembre 1963, à 19 ans, elle quitte Perpignan pour suivre les cours de l'École des Beaux-Arts à Paris. Elle est engagée au journal Jours de France pour y faire des photos et entreprend une carrière de mannequin à l'agence de Catherine Harlé. Elle fréquente les soirées à la mode, au Café de Flore, à La Rhumerie, chez Castel ou encore au drugstore Publicis. Elle rencontre Zouzou, Jimi Hendrix lors d'un festival à Juan-les-Pins, pose pour Jacques Séguéla pour une couverture de L'Express et se met en couple avec Benjamin Auger, un photographe de Salut les copains.
Dani débute au cinéma dans des petits rôles dès 1964. En 1965, elle apparaît dans le clip du tube Tout se passe dans les yeux interprété par Dick Rivers.

### Carrière
En 1966, elle passe avec succès une audition chez Pathé-Marconi et sort la même année un premier disque super 45 tours, Garçon manqué. Ce disque marque le début d'une abondante discographie. 
En 1968, elle se fait remarquer avec le titre Papa vient d'épouser la bonne. En 1970, elle est lauréate du très convoité Grand Prix du disque de l'académie Charles-Cros pour son premier album. Dani se produit ensuite à l’Alhambra dans le spectacle de Tom Jones, avant de chanter au théâtre Bobino en 1971, puis à l’Alcazar jusqu'en 1974 où, meneuse de revue, elle est dirigée par Jean-Marie Rivière. 
En 1974, Dani est sélectionnée, parmi par un jury d'experts (cinq membres de la Sacem et cinq de l'ORTF) pour représenter la France au concours Eurovision de la chanson avec la chanson La vie à vingt-cinq ans écrite et composée par Christine Fontane et initialement intitulée Y'a pas de mal à se faire du bien. Elle est choisie face à des artistes tels que Nicole Croisille, Nicolas Peyrac, Sabrina Lory, Jeff Barnel entre autres, sur un total de 196 chansons reçues par l'ORTF. Elle sort la chanson en vinyle qui comporte le second titre Pourvu que ça dure. Il est prévu que pendant la finale, Dani passe en 14e position après l'Irlande et avant l'Allemagne. Alors que Dani est en pleine répétition, à Brighton (au Royaume-Uni), pour la finale du concours, le président de la République Georges Pompidou meurt le 2 avril. L'ORTF décide alors de retirer la participation de la France le 4 avril, jour de l'inhumation du chef de l'État lors d'une cérémonie privée et de ne pas diffuser le concours prévu le 6 avril, jour de ses obsèques à Paris et de deuil national. 
En 1975, Dani se voit de nouveau proposer l'Eurovision. Elle impose Serge Gainsbourg comme auteur, qui lui écrit et compose le titre Comme un boomerang. Cependant, sa candidature est refusée car Antenne 2 juge certaines paroles trop crues, agressives et non adaptées au concours,,,. Dani et Gainsbourg, ne voulant changer ni la chanson, ni même certains passages, se retirent. Cependant Dani propose la chanson Paris, Paradis de Christine Fontane, et extraite du 45 tours simple Qui c'est qui sonne. Dani se retrouve alors confrontée, lors d'une sélection interne organisée par TF1, à des artistes tels que Pascal Auriat, Nicole Croisille, Guy Mardel en duo avec Chantal Goya, notamment[réf. nécessaire]. Finalement, le jury choisira comme représentante de la France Nicole Rieu, avec la chanson Et bonjour à toi l'artiste.
La même année, Dani assure la première partie de la tournée de Claude François.
Au cinéma et à la télévision, elle tourne avec de grands metteurs en scène : notamment Vadim, Lautner, Truffaut, Chabrol, Molinaro.
Son premier rôle est la serveuse qui accompagne Marc Porel dans Tumuc Humac (1970), suivi par un autre film avec Marc Porel (Un officier de police sans importance) et le rôle de la femme de Bruno Pradal dans Quelques messieurs trop tranquilles. Mais c'est Truffaut qui la rend célèbre : dans La Nuit américaine, elle incarne le personnage de Liliane, la petite amie volage de l'acteur Alphonse (Jean-Pierre Léaud) recrutée comme stagiaire scripte et qui en pince pour le cascadeur anglais. En 1978, cette Liliane devient l'amie de Christine Doinel (jouée par Claude Jade), dans L'Amour en fuite, dernier film du cycle Doinel : Liliane devient la meilleure amie de Christine Doinel et a plus tard une liaison avec son mari Antoine (joué par Jean-Pierre Léaud). Truffaut utilise dans L'Amour en fuite des flashbacks de la Liliane de La Nuit américaine ; grâce à l'installation de scènes nouvelles et anciennes, Claude Jade est également montrée dans les flashbacks de La Nuit américaine.
Dani tourne aussi pour la télévision, entre autres avec Michel Bouquet et encore avec Claude Jade dans Les Anneaux de Bicêtre.  
Dani ouvre L'Aventure, un night-club branché situé au 4, avenue Victor-Hugo à Paris,, un lieu mythique qui fait d'elle l'égérie des nuits parisiennes des années 1970.
S'étant retirée dans sa maison du Vaucluse, elle publie en 1987 le livre Drogue, la galère, où elle raconte ses années noires et sa résurrection. Tout au long de sa carrière, Dani n’apparaît que rarement sur la scène et au cinéma. Elle continue à travailler dans sa boutique de fleurs, Au nom de la rose (en 1993), D-Rose (en 2000) puis By Dani (en 2009, 4, rue des Bergers) et, plus récemment, Roses Costes Dani Roses.
En 2001, Dani revient sur le devant de la scène, grâce à la ténacité d'Étienne Daho qui produit et chante avec elle Comme un boomerang écrit pour elle, en 1975 par Serge Gainsbourg. Bien que censée représenter la France à l'Eurovision 1975, la chanson est restée jusqu'alors inédite. Ce gros succès de l'année 2001, certifié disque d'argent et classé numéro six des ventes en France, permet à Dani de relancer son activité discographique. La chanson est également nommée dans la catégorie « Chanson originale » aux Victoires de la musique 2002. En 2020, la chanteuse révèle finalement qu'elle a en sa possession un duo inédit avec Serge Gainsbourg, encore jamais publié.
En 2005, Dani participe au DVD d'Alain Chamfort, l'Impromptu dans les jardins du Luxembourg, en interprétant le titre Reine d'Autriche aux côtés de celui-ci. La même année sort son album Laissez-moi rire, chez AZ, produit cette fois par Jean-Philippe Verdin.
En 2007, Dani est nommée au César de la meilleure actrice dans un second rôle pour le film Fauteuils d'orchestre.
En 2010, elle rend hommage à Paris à travers Le Paris de Dani, un album consacré à la capitale, toujours produit par Jean-Philippe Verdin. S'ensuit une série de concerts en France et à l'étranger.
Pendant deux mois en 2016, elle anime sur France Inter une série de Carte blanche, le samedi à 21 heures.
En 2016 sort une autre autobiographie, La nuit ne dure pas.
En 2017, elle participe à l'album hommage Elles et Barbara réalisé par Édith Fambuena (reprise du titre Si la photo est bonne) et joue dans un épisode de la série télévisée à succès Capitaine Marleau réalisée par Josée Dayan.
En 2020, elle apparaît une dernière fois au cinéma, dans le film Bronx d'Olivier Marchal, avec qui elle a déjà tourné en 2017 dans Carbone.
Le 26 avril 2022, Dani apparaît pour la dernière fois à la télévision lors d'une émission qui lui est dédiée sur la chaîne locale TV Tours-Val de Loire, présentée par Lucas Chopin. Elle y revient sur sa carrière, ses projets, et propose plusieurs chansons en live.
En 2022, elle prévoyait de dévoiler un nouvel album Attention départ, réalisé avec son alter-ego musical Émilie Marsh.

### Engagement politique
Elle participe à un meeting de Valéry Giscard d'Estaing pour l'élection présidentielle de 1974, sans le soutenir officiellement.
Lors de la campagne pour l'élection présidentielle de 2017, elle participe à un meeting de soutien au candidat En marche ! Emmanuel Macron, le 17 avril à Bercy.

### Vie privée
Dani a un fils, Julien (né en 1969) de son union avec le photographe Benjamin Auger (1942-2002), rencontré en 1964. Elle a également élevé Emmanuel (né en 1964), le fils aîné de Benjamin Auger. Après vingt ans de vie commune, le couple se sépare sans divorcer au milieu des années 1980.

### Mort
Dani meurt le 18 juillet 2022 dans sa résidence à Tours à l'âge de 77 ans des suites d'un malaise cardiaque.
Ses obsèques ont lieu le 26 juillet suivant en la cathédrale Saint-Jean-Baptiste de Perpignan, là où elle avait fait sa communion, en présence entre autres de Gérard Lanvin, Cali et Anthony Delon. Elle est ensuite inhumée dans le cimetière Saint-Martin de la commune, aux côtés de ses parents et de sa sœur, décédée en 1999.

## Filmographie

### Cinéma
- 1964 : La Ronde de Roger Vadim : une cliente de chez Maxim's
- 1964 : La Chance et l'Amour d'Éric Schlumberger (segment Les Fiancés de la chance) : l'amie d'Hélène
- 1968 : La Fille d'en face de Jean-Daniel Simon : Martine
- 1969 : Delphine d'Éric Le Hung : Mimi
- 1971 : Tumuc Humac de Jean-Marie Périer : Françoise
- 1973 : Quelques messieurs trop tranquilles de Georges Lautner : Odette Campana
- 1973 : Un officier de police sans importance de Jean Larriaga : Joëlle
- 1973 : La Nuit américaine de François Truffaut : Liliane, la stagiaire scripte
- 1978 : Et vive la liberté ! de Serge Korber : Juliette
- 1979 : L'Amour en fuite de François Truffaut : Liliane
- 1988 : Une affaire de femmes de Claude Chabrol : Loulou
- 1994 : J'ai pas sommeil de Claire Denis : la couturière de Camille
- 1999 : À mort la mort ! de Romain Goupil : Cécile
- 2000 : Princesses de Sylvie Verheyde : Léa
- 2003 : Les Lionceaux de Claire Doyon : Néfertiti
- 2003 : Violence des échanges en milieu tempéré de Jean-Marc Moutout : la mère d'Eva
- 2003 : Les Clefs de bagnole de Laurent Baffie : la châtelaine
- 2006 : Fauteuils d'orchestre de Danièle Thompson : Claudie
- 2010 : Kataï de Claire Doyon (court-métrage) : la médium
- 2012 : Parlez-moi de vous de Pierre Pinaud : Barka
- 2015 : Mon roi de Maïwenn : la mystérieuse femme au mariage
- 2017 : Carbone d'Olivier Marchal : Dolly Wizman
- 2018 : Guy d'Alex Lutz : Anne-Marie
- 2018 : L'autre sur ma tête de Julie Colly (court-métrage) : la fleuriste
- 2020 : Bronx d'Olivier Marchal : Angelina Maranzano

### Télévision
- 1966 : Les Enfants du palais (téléfilm) : la jeune délinquante
- 1973 : Les Maudits Rois fainéants (série TV)
- 1977 : Les Anneaux de Bicêtre de Louis Grospierre (téléfilm) : Lina
- 1978 : Claudine d'Édouard Molinaro (série TV) : Rézy Lambrook
- 1983 : Monsieur Abel de Jacques Doillon (téléfilm) : la serveuse
- 1988 : La Croisade des enfants de Serge Moati (téléfilm) : une prostituée
- 1989 : Meurtre avec prémiditation de Philippe Lefebvre (série TV) : la tenancière du bar
- 1989 : Les Compagnons de l'aventure (série TV)
- 1990 : Les Symptômes de l'amour (série TV)
- 1992 : Commissaire Moulin (série TV) : la mère de Momo
- 2003 : Monologues (série TV)
- 2003 : Drôle de genre de Jean-Michel Carré (téléfilm) : Lou Wand
- 2007 : Sous le soleil - saison 11 (série TV) : Marianne
- 2009 : Pigalle, la nuit de Marc Herpoux et Hervé Hadmar (série TV) : la duchesse
- 2017 : Capitaine Marleau (épisode À ciel ouvert) de Josée Dayan (série TV) : Elvira Chastagne
- 2018 : Aux animaux la guerre d'Alain Tasma (série TV) : Mère Martel
- 2019 : Le temps est assassin de Claude-Michel Rome (série TV) : Seperanza

## Théâtre
- 2008 : Monique est demandée caisse 12 de Raphaël Mezrahi. Elle y joue le rôle de la poissonnière et interprète Ne touchez pas à mon poisson, une chanson de Colette Renard datant de 1971

## Discographie

### Super 45 tours
- 1966 : Garçon manqué / C'est toi ! / Ne me demande pas / Sacré Jo
- 1966 : Je n'ai pas à dire merci / Les vacances commencent aujourd'hui / Je travaille… autant qu'un garçon / Partir pour la lune
- 1966 : La coupe est pleine / Sans astérisque / La Fille à la moto / Le Chpoum
- 1967 : Scopitone / Les Petits Points sur les « i » / Ni le jour ni l'heure / La Machine
- 1967 : « H » comme hippies / Petit Taureau / Les Artichauts / Dring dring
- 1968 : Comme tu les aimes / Les Petits Lapins / Les Anémones / Quand Charlot joue du saxophone
- 1968 : Elle récitait sa prière / Vive l'enfance / Papa vient d'épouser la bonne / Darling Dollar

### 45 tours simples
- 1969 : Un p'tit boy, c'est gentil / La Jaquette à Toto
- 1969 : Mon p'tit photographe / C'est malheureux d'être méchant
- 1970 : Ah ! Mon cher Hector / Qu'est-ce qui fait courir les crocodiles
- 1970 : La Petite qui revient de loin / Et nous avons parlé de toi
- 1971 : Je veux vivre libre / Tout le monde est là
- 1971 : Quand ça t'arrange / Fallait pas
- 1972 : Le Jour de la paye / Vive les alliés
- 1973 : On a toute la vie pour rire / Vivement qu'on ait le temps
- 1974 : La Vie à 25 ans (Y'a pas de mal à se faire du bien) / Pour que ça dure
- 1974 : Un homme qui revient toujours / Essayez-nous (avec Zouzou)
- 1975 : Qui c'est qui sonne / Paris Paradis
- 1976 : Aime-moi, sois beau et tais-toi / Petite fille, attention
- 1977 : Les Migrateurs / Le Jour où l'on fait sa valise
- 1978 : Lili Marlène / Beautiful Hans
- 1981 : 1000 morceaux / Cœur de métal (avec le groupe Diesel)
- 1981 : Toujours pareil / Nostalgie 36
- 1984 : Ding'O / Labyrinthe
- 1987 : Cette histoire commence / Mythomane (reprise du titre d'Étienne Daho)

### CDsingles
- 1993 : Et pourtant
- 1993 : J'suis pas comme toi
- 2001 : Comme un boomerang (avec Étienne Daho)
- 2012 : Où sont mes américaines ? (avec le groupe Neïmo (en))
- 2013 : L'amour est un oiseau rebelle
- 2016 : Étoiles et Revers (Ce n'est rien version 2016)

### Livre audio
- 2010 : Haïkus - lus par Dani : haïkus de Bashō, Buson, Issa, Ryōkan, Shiki. Double CD audio, éditions Frémeaux & Associés.  (ISBN 2844681123).

## Publications
- 1987 : Drogue, la galère, Éditions Michel Lafon / Carrère  (ISBN 2868043976)
- 2003 : La rose, dix façons de la préparer, Les éditions de l'épure  (ISBN 2914480229)
- 2016 : La nuit ne dure pas, Flammarion  (ISBN 2081394049)